# Kassina lamottei
Kassina lamottei är en groddjursart som beskrevs av Schiøtz 1967. Kassina lamottei ingår i släktet Kassina och familjen gräsgrodor. IUCN kategoriserar arten globalt som sårbar. Inga underarter finns listade i Catalogue of Life.